# 亮鳞肋毛蕨
亮鳞肋毛蕨（学名：Ctenitis subglandulosa）为叉蕨科肋毛蕨属下的一个种。

## 扩展阅读
- 維基物種上的相關：亮鳞肋毛蕨